# Algeriet i olympiska sommarspelen 1988
Algeriet deltog i de olympiska sommarspelen 1988 med en trupp bestående av 42 deltagare i Seoul. Ingen av landets deltagare erövrade någon medalj.

## Boxning
Lätt flugvikt
- Yacine Cheikh
  1. Första omgången — Förlorade mot Henry Martínez (ELS), 0:5

## Friidrott
Herrarnas maraton
- Allaoua Khellil
  - Final — 2:21,12 (→ 35:e plats)

Herrarnas 3 000 meter hinder
- Azzedine Brahmi
  - Heat — 8:35,59
  - Semifinal — 8:16,54
  - Final — 8:26,68 (→ 13:e plats)

Herrarnas längdhopp
- Lotfi Kaida
  - Kval — 7,10m (→ gick inte vidare)

Herrarnas släggkastning
- Hakim Toumi
  - Kval — 65,78m (→ gick inte vidare)

Damernas sjukamp
- Yasmina Azzizi
  - Slutligt resultat — Startade inte (→ ingen notering)

## Handboll
Herrar
Gruppspel
|               | PLD: | W: | D: | L: | F:  | A:  | Pts. |
| Sovjetunionen | 5    | 5  | 0  | 0  | 130 | 82  | 10   |
| Jugoslavien   | 5    | 3  | 1  | 1  | 116 | 109 | 7    |
| Sverige       | 5    | 3  | 0  | 2  | 106 | 91  | 6    |
| Island        | 5    | 2  | 1  | 2  | 96  | 102 | 5    |
| Algeriet      | 5    | 1  | 0  | 4  | 89  | 109 | 2    |
| USA           | 5    | 0  | 0  | 5  | 81  | 125 | 0    |

## Tennis
Damsingel
- Warda Bouchabou
  1. Första omgången – Förlorade mot Tine Scheuer-Larsen (Danmark) 0-6, 1-6